# 津巴布韦文化
辛巴威境內有許多文化，其中就包括以大津巴布韦遗址。境內還有7000多处古代采矿场。14世纪以后，津巴布韦成为绍纳人的政治、宗教活动以及貿易中心。姆韦尼·马塔帕王国和罗兹韦王国都曾一度定都大津巴布韦。後來由於葡萄牙進攻姆韦尼·马塔帕王国，這些國家逐漸衰落，津巴布韦文化也開始衰落。

## 语言
津巴布韦有16种官方语言，2013年，津巴布韦修订宪法，指出公民不应因其语言背景受到不公平的对待，并将16种语言列为官方认可的语言。这16种语言分别为：手语、英语、齐切瓦语（Chewa）、齐巴韦语（Chibarwe）、卡兰加语（Kalanga）、纳姆比亚语（Nambya）、恩道语（Ndau）、北恩德贝莱语（Ndebele）、尚加尼语（Shangani）、绍纳语（Shona）、索托语（Sotho）、茨瓦纳语（Tswana）、文达语（Venda）、科萨语（Xhosa）、通加语（Tonga）和科依桑语（Koisan）。  該國大部分人口講的語言都屬於班图语支，例如76%人口使用的绍纳语和18%人口使用的北恩德贝莱语。津巴布韋的城市市民會說英語，但津巴布韋农村地区的人民不怎麼說英語。津巴布韋的學校授课語言是英语、紹納語和北恩德贝莱语。 